# Józefowo (Otusz)
Józefowo – część wsi Otusz w Polsce, położona w województwie wielkopolskim, w powiecie poznańskim, w gminie Buk.
W latach 1975–1998 Józefowo administracyjnie należało do województwa poznańskiego
Wierni kościoła rzymskokatolickiego należą do  parafii pw. św. Wawrzyńca w Niepruszewie.